# Vladimír Stuchl
Vladimír Stuchl (18. dubna 1922, Hradešice – 18. dubna 1990, Strakonice) byl český redaktor, básník, prozaik a překladatel, autor přírodní a společenské lyriky a literatury pro děti a mládež.

## Život a dílo
Pocházel z učitelské rodiny. Po maturitě na reálném gymnáziu v Strakonicích roku 1941 byl totálně nasazen v tamní zbrojovce. Roku 1945 se přestěhoval do Prahy a vystudoval filozofii, sociologii a estetiku na Filozofické fakultě Univerzity Karlovy. Následně studoval v letech 1950–1951 na Ústřední politické škole KSČ. Od roku 1947 vystřídal několik redaktorských míst (deníky Práce a Lidové noviny) a pracoval také v tiskovém oddělení Ústřední rady odborů. V letech 1955–1960 byl zpravodajem ČTK v USA a v letech 1961–1969 redaktorem a šéfredaktorem časopisu Květy. Od roku 1970 byl ve svobodném povolání, od roku 1972 redaktorem agentury DILIA.
Debutoval roku 1943 sbírkou melodických a impresionisticky laděných básní s pocity smutku a melancholie. V padesátých letech publikoval prorežimní poezii, oslavující cestu ke komunismu. Později se v jeho básních objevuje lyrizace všedního života. Z pobytu v USA vytěžil knihu reportáží Dobrý večer, Ameriko!, jejichž základem je tendenční kontrast mezi kapitalismem a socialismem, a také náměty pro knihy pro děti a mládež. Uspořádal také několik básnických pásem z tvorby jiných autorů (Biebl, Čelakovský, Dyk, Halas, Hrubín, Nezval, Taufer, Wolker a další). Jeho dílo doplňují překlady z angličtiny.

### Básnické sbírky
- Břehy (1943).
- Prchající laně (1944)
- Nahlas (1950), dobově poplatná poezie, oslavující cestu ke komunismu, boj za mír, pracujícího člověka, sovětské lidi a bojovníky za svobodu.
- Jdeme tátovi naproti (1953), krátké veršíky pro děti, vyprávějící o tom, co viděly dvě děti, když šly naproti tatínkovi do práce.
- Jarní den (1953), leporelo pro nejmenší děti.
- Vlaštovky se vrátily (1957), básně pro nejmenší pro děti, ve kterých autor líčí změny v přírodě podle ročních období a vypráví veselé příhody zvířátek.
- Záhon hrášku (1959), básně pro děti předškolního věku.
- Doma i za mořem (1960), verše motivované steskem po domově za pobytu autora v USA.
- Pojďte s námi na výlet (1962), leporelo pro předškolní děti.
- Bramborová hora (1962), básně pro nejmenší pro děti.
- Devět sivých peříček (1963), básně pro děti.
- Modrý míč (1967), básně pro děti.
- Nepravidelnosti (1967).
- Vrh nožů proti živé osobě (1988), sbírka reflexivní a přírodní lyriky .
- Noční mlha (1993), bibliofilie, verše inspirované klavírním cyklem Leoše Janáčka Po zarostlém chodníčku.[4]

### Próza
- Celý les zpívá (1962), povídky pro děti o tom, jak si zvířátka v lese navzájem pomáhají.
- Procházka po ČSSR (1962), populárně naučná kniha pro děti.
- Dobrý večer, Ameriko! (1962), rozšířeno roku 1964, kniha reportáží z autorova pobytu v USA, založená na tendenčním kontrastu mezi kapitalismem a socialismem a popisující tak povrchnost amerického způsobu myšlení, bídu a rasismus.
- Prérií pádí kůň (1975), pro mládež převyprávěné americké pověsti a povídačky ze života lovců, farmářů, dřevorubců, kovbojů i zlatokopů, rozšířeno 1985.
- Ostrov zmijí (1976), dobrodružná povídka pro chlapce.
- Dolů po Mississippi (1981), soubor amerických pohádek a zvířecích bajek, vycházející z folklóru amerických přistěhovalců z Evropy i amerických černochů původem z Afriky.
- Strejček z Texasu (1981), převyprávěné americké povídačky.

### Překlady
- 1965 - John Steinbeck: Byla kdysi válka.
- 1972 - George Adamson: Můj život se lvy, pod pseudonymem Jan Silvín.
- 1974 - Ernest Hemingway: Sbohem armádo.